# Руй
Вижте пояснителната страница за други значения на Руй.
Руй е планина в Западна България и Югоизточна Сърбия, в историко-географската област Краище, част от Руйско-Верилската планинска редица.
Северна ограда на Трънската котловина. Според Васил Миков името на планината идва от латинското наименование на растението смрадлика (Rhus cotinus), което тук е широко разпространено.

## Местоположение
Планината е разположена в най-западната част на Руйско-Верилската планинска група (Област Перник), като по билото ѝ от гранична пирамида № 199 до гранична пирамида № 230 преминава участък от държавната ни граница с Република Сърбия. От северозапад на югоизток дължината ѝ е около 12 км, а ширината – до 10 км. Общата площ около 86 км2. На североизток, изток и югоизток достига до долината на река Ерма, а на юг склоновете ѝ се спускат стръмно към Трънската котловина. На север, северозапад и запад в Сърбия се простира до долината на река Блатаница (ляв приток на Ерма), а на югозапад чрез седловина, висока 1243 м, се свързва с Милославска планина.
Руй е типична масивна, от блоков тип планина, ограничена със стръмни, разседни склонове. Билото ѝ е плоско, разположено на 1600 – 1700 м н.в. Най-високата ѝ точка е едноименният връх Руй (1705,6 m), разположен в западната ѝ част, на българо-сръбската граница, при гранична пирамида № 210.
Изградена е от протерозойски гнайси, шисти и амфиболити и от палеозойски гранити и гранодиорити. Има малки находища на оловно-сребърни и медни руди. Почвите са канелени и светлокафяви горски. Обрасла е със смесена широколистна гора – бук, дъб, габър. по билото обширни пасища.
Южните склонове са стръмни, стъпаловидно разположени и в значителна степен разчленени от левите притоци на река Ерма, които се спускат от планината. Благодарение на тяхната дейност над селата, разположени по южната периферия на планината, са се развили интензивни ерозионни процеси. Те са особено силно изразени в районите на селата Слишовци, Рани луг, Милославци, Зелениград и особено при село Забел. За тези негативни процеси в значителна степен допринася обезлесеността на Руй.
Двете най-големи реки, които водят началото си от Руй, са Зелениградската в централната и част, и Ломница в източните райони. Те носят имената на селата, през които протичат, Единствените са, които не пресъхват в сушави години.
Климатът на планината е умереноконтинентален с типичен планински характер във високите части. Често снежните преспи по върховете се задържат до края на април.
Котловина наречена Знеполе, наподобява широка долина и ограничава от юг планината Руй. Котловината притежава голяма степен на затвореност, което води до силно охлаждане на приземния въздух при наличие на антициклонално състояние на въздушните маси през студеното полугодие. Поради това при Трън, който е разположен на 700 m н.в. е регистрирана най-ниската абсолютна минимална температура за територията на България (-38,3 °C). Климатът на котловината дори през лятото е сравнително хладен.
Знеполе се простира от границата с Република Сърбия, там, където на българска територия влиза река Ерма, и достига на изток до град Трън, като дължината ѝ е към 17 km. Това е плодородна котловина, напоявана от водите на река Ерма, и място, откъдето Руй може да бъде разгледан много добре.
Изключителен колорит в района създава протичащата в подножието на планината река Ерма. Тя е една от двете реки в България, които извират в чужда държава, протичат на известно разстояние на българска територия, след което отново напускат пределите на страната. Изворите на река Ерма са разположени в планинската област между Знеполе и Власинската долина и по-точно източно от голямото Власинско езеро, на вододела между планината Чимерник на запад и Кървав камък на изток. Дължината на река Ерма е 65км до вливането и в река Нишава, но на територията на България тя е 25км. Средногодишният отток при Трън е 2,75 m3/s, но на 22 юни 1948 г. максималният отток е достигнал 180 m3/s, т.е. почти два пъти повече от средногодишния отток на най-голямата река в България – Марица. Замръзва за 20 – 30 дни през годината. Събрала водите на Знеполе, река Ерма минава почти по средата на гр. Трън, след което се отправя на север по дълбока и живописна планинска клисура. От града до известното Трънско ждрело се отива по асфалтирано шосе – 3км. От двете страни се спускат стръмни склонове: от Руй – на запад, и от връх Китка – на изток. Те са покрити с гъста смесена гора от бук, дъб, габър, ясен, леска. Край самата река са надвиснали широкополи върби, тополи, акации и др., образуващи тунел над речното корито.
След като приеме река Ломница – ляв приток, река Ерма прави неголям завой на дясно и тръгва в източна посока. Малко след водосливането клисурата променя характера си и сякаш се затваря от огромни варовикови скали. Милиони години реката се е врязвала в твърдата скала, за да създаде този феномен.
Ждрелото е дълго около 100 m и широко в най-тясната си част само 4 – 5 m. В тази теснина на река Ерма блъскат, пенят, скачат от камък на камък, образуват малки водовъртежи и един 4-метров водопад. Пролетно време, когато обикновено е пълноводието на реката, гледката е величествена и страховита. Двете насрещни скали – Църквището на север и Жилав камък на юг, които образуват тази изключително красива природна врата, са високи над 100 m. Почти отвесните сивопепеляви варовикови стени, обрасли с люлякови храсти на места, са обект на алпийски изкачвания. Премиерното им покоряване е станало през септември 1964 г. В непристъпната скала на десния бряг е прокопан тунел, през който е прокаран път за село Банкя. Заслужава да се мине през него и да се види ждрелото от източната му страна. Църквището сравнително лесно може да се изкачи и тук все още личат следи (зидове, тухли, керемиди) от съществувал в миналото римски укрепен пункт, доказателство за който са намерените монети от началото на III век.
След като напусне пролома, река Ерма се успокоява в дълбокото си и сравнително равно легло и продължава своя път на територията на Република Сърбия, за да образува след 12 – 13км. един от най-красивите проломи на Балканския полуостров – Погановския, наречен на името на близко разположеното село Поганово. В този изключително величествен пролом, непосредствено до реката е построен български манастир. Част от забележителния дърворезбен иконостас (XVII в.) на Погановската черква „Св. Йоан Богослов“ се съхраняват в Института по археология при БАН.
Основен изходен пункт както за ждрелото, така и за опознаване на Руй е град Трън. Според преданието първите му заселници отседнали при извора Ралча, където имало голям трън, от който дошло името му.
От Трън по черен път в северозападна посока посока може да се стигне до хижа „Руй“ (1508 m). Облекченият граничен режим дава възможност на все повече туристи да посещават Руй и, разбира се, на всеки желаещ да се изкачи на най-високата ѝ точка – връх Руй. Най-добрите изходни пунктове за изкачване на първенеца са селата Зелениград и Забел, които са разположени на около 3 km. южно от върха, а така също село Туроковци. От Зелениград, като се тръгне по долината на реката към върха, интересна забележителност е скалата Шили камък, върху която личи човешка дейност. На самия връх на тази скала има пещера, която някога е била параклис и местното население я нарича Царева църква.
От Трън за Руй пътят върви на северозапад през връх Гърков камък (1010 m) и връх Мали Руй (1376 m) през смесена широколистна гора. Другият маршрут за върха е от село Ломница в източна част на планината.
Върхът е изграден от палеозойски гранити и гранодиорити и е затревен. Лесният достъп до него дава възможност на много хора да се насладят на великолепната гледка, която се разкрива от него. На юг се разстила Знеполе, през което блести светла ивица на река Ерма, а още по на юг е разположен планинският лабиринт на Краище. На югоизток в далечината се очертава планина Рила. На североизток се виждат планинските била на Старопланинските дялове, а на изток се очертава куполът на Витоша. Изключително красива е гледката към нощна София при добра видимост. Северозападно от върха е проходът Дъсчен кладенец.

## Населени места
По южното подножие на планината, на българска територия са разположени град Трън и 3 села: Забел, Зелениград и Туроковци, а във вътрешността ѝ – село Ломница. На сръбска територия, по северният ѝ склон – 3 села: Вучи дел, Ракита и Ясенов дел.
По южното ѝ подножие, на протежение от 7,6 км преминава участък от второкласен път № 63 от Държавната пътна мрежа Перник – Брезник – Трън – ГКПП „Стрезимировци“.

## Туризъм
В близост до връх Руй е изградена хижа Руй, а на левия бряг на река Ерма, в близост до село Ломница се намира Трънският манастир. В най-източната ѝ част е и живописното Трънско ждрело на река Ерма. Някои от основните туристически маршрути в българския участък на Руй са маркирани с лентова (лятна) маркировка.

## Други
На Руй планина е наречена улица в квартал „Лозенец“ в София (Карта).

## Галерия
- Връх Руй заснет от връх Завалска китка
- Връх Руй

## Топографска карта
- Лист от карта K-34-46. Мащаб: 1 : 100 000.